# Nationale 1 1993/94
Die Saison 1993/94 war die 72. Spielzeit der Nationale 1, der höchsten französischen Eishockeyspielklasse. Meister wurden zum insgesamt vierten Mal in der Vereinsgeschichte die Dragons de Rouen.

## Modus
In der ersten Saisonphase wurde die Liga in vier Gruppen mit je vier Mannschaften eingeteilt. Die beiden Erstplatzierten jeder Gruppe qualifizierten sich für die Gruppe N1A der zweiten Saisonphase, während die beiden Letztplatzierten jeder Gruppe in der Gruppe N1B der zweiten Saisonphase antreten mussten. Die vier Erstplatzierten der Gruppe N1A qualifizierten sich für Finalrunde, deren Teilnehmer anschließend in den Playoffs den Meister untereinander ausspielten. Die übrigen vier Mannschaften der Gruppe N1A traten anschließend in der dritten Saisonphase in der Platzierungsrunde um Platz 5 gegeneinander an. Die Mannschaften der Gruppe N1B spielten anschließend in der dritten Saisonphase in Platzierungsrunden um Platz 9 bzw. Platz 13. Für einen Sieg erhielt jede Mannschaft zwei Punkte, für eine Niederlage null Punkte.

## Erste Saisonphase

### Gruppe A
|                                    | Punkte | S | U | N | T  | G  | Diff |
| ---------------------------------- | ------ | - | - | - | -- | -- | ---- |
| Dragons de Rouen                   | 12     | 6 | 0 | 0 | 78 | 12 | +66  |
| Ducs d’Angers                      | 8      | 3 | 0 | 3 | 36 | 20 | +16  |
| Pingouins de Morzine               | 4      | 2 | 0 | 4 | 16 | 55 | −39  |
| Sporting Hockey Club Saint Gervais | 0      | 0 | 0 | 6 | 9  | 52 | −41  |

### Gruppe B
|                         | Punkte | S | U | N | T  | G  | Diff |
| ----------------------- | ------ | - | - | - | -- | -- | ---- |
| Huskies de Chamonix     | 12     | 6 | 0 | 0 | 39 | 13 | 26   |
| Rapaces de Gap          | 6      | 3 | 0 | 3 | 25 | 33 | −8   |
| Orques d'Anglet         | 4      | 2 | 0 | 4 | 31 | 33 | −2   |
| Ours de Villard-de-Lans | 2      | 1 | 0 | 5 | 29 | 47 | −18  |

### Gruppe C
|                        | Punkte | S | U | N | T  | G  | Diff |
| ---------------------- | ------ | - | - | - | -- | -- | ---- |
| Gothiques d'Amiens     | 12     | 6 | 0 | 0 | 64 | 14 | +50  |
| Jets de Viry-Essonne   | 6      | 3 | 0 | 3 | 34 | 37 | −3   |
| Corsaires de Nantes    | 6      | 3 | 0 | 3 | 21 | 39 | −18  |
| Corsaires de Dunkerque | 0      | 0 | 0 | 6 | 15 | 44 | −29  |

### Gruppe D
|                               | Punkte | S | U | N | T  | G  | Diff |
| ----------------------------- | ------ | - | - | - | -- | -- | ---- |
| Brûleurs de Loups de Grenoble | 8      | 4 | 0 | 2 | 28 | 20 | +8   |
| Albatros de Brest             | 7      | 3 | 1 | 2 | 23 | 22 | +1   |
| Flammes Bleues de Reims       | 7      | 3 | 1 | 2 | 30 | 18 | +12  |
| Boucs de Megève               | 2      | 1 | 0 | 5 | 12 | 33 | −21  |

## Zweite Saisonphase

### N1B
|                                    | Punkte | S  | U | N  | T   | G  | Diff |
| ---------------------------------- | ------ | -- | - | -- | --- | -- | ---- |
| Flammes Bleues de Reims            | 27     | 13 | 1 | 0  | 130 | 36 | +94  |
| Ours de Villard-de-Lans            | 19     | 9  | 1 | 4  | 69  | 62 | +7   |
| Orques d'Anglet                    | 18     | 8  | 2 | 4  | 78  | 65 | +13  |
| Corsaires de Dunkerque             | 18     | 7  | 4 | 3  | 75  | 62 | +13  |
| Boucs de Megève                    | 11     | 5  | 1 | 8  | 50  | 83 | −33  |
| Corsaires de Nantes                | 8      | 4  | 0 | 10 | 47  | 78 | −31  |
| Pingouins de Morzine               | 6      | 2  | 2 | 10 | 44  | 71 | −27  |
| Sporting Hockey Club Saint Gervais | 5      | 2  | 1 | 11 | 43  | 79 | −36  |

### N1A
|                               | Punkte | S  | U | N  | T   | G   | Diff |
| ----------------------------- | ------ | -- | - | -- | --- | --- | ---- |
| Dragons de Rouen              | 25     | 12 | 1 | 1  | 118 | 36  | +82  |
| Huskies de Chamonix           | 18     | 8  | 2 | 4  | 70  | 47  | +23  |
| Gothiques d'Amiens            | 17     | 8  | 1 | 5  | 86  | 57  | +29  |
| Ducs d’Angers                 | 16     | 7  | 2 | 5  | 69  | 57  | +12  |
| Albatros de Brest             | 14     | 6  | 2 | 6  | 61  | 68  | −7   |
| Brûleurs de Loups de Grenoble | 12     | 5  | 2 | 7  | 59  | 74  | −15  |
| Jets de Viry-Essonne          | 8      | 3  | 2 | 9  | 62  | 106 | −44  |
| Rapaces de Gap                | 2      | 1  | 0 | 13 | 46  | 126 | −80  |

## Dritte Saisonphase

### Platzierungsrunde um Platz 13
|                                    | Punkte |
| ---------------------------------- | ------ |
| Boucs de Megève                    | 9      |
| Pingouins de Morzine               | 7      |
| Corsaires de Nantes                | 4      |
| Sporting Hockey Club Saint Gervais | 4      |

### Platzierungsrunde um Platz 9
|                         | Punkte |
| ----------------------- | ------ |
| Hockey Club de Reims    | 11     |
| Orques d'Anglet         | 6      |
| Corsaires de Dunkerque  | 5      |
| Ours de Villard-de-Lans | 2      |

### Platzierungsrunde um Platz 5
|                               | Punkte |
| ----------------------------- | ------ |
| Albatros de Brest             | 11     |
| Jets de Viry-Essonne          | 9      |
| Brûleurs de Loups de Grenoble | 4      |
| Rapaces de Gap                | 0      |

### Finalrunde
|                     | Punkte | S | U | N | T  | G  | Diff |
| ------------------- | ------ | - | - | - | -- | -- | ---- |
| Dragons de Rouen    | 10     | 5 | 0 | 1 | 35 | 15 | +20  |
| Gothiques d'Amiens  | 8      | 4 | 0 | 2 | 25 | 24 | +1   |
| Huskies de Chamonix | 6      | 3 | 0 | 3 | 23 | 18 | +5   |
| Ducs d’Angers       | 0      | 0 | 0 | 6 | 12 | 38 | −26  |

## Playoffs
|  | Halbfinale           | Halbfinale       |                 |   | Finale | Finale |
|  |                      |                  |                 |   |        |        |
|  | Gothiques d'Amiens   | 1                |                 |   |        |        |
|  | Chamonix Hockey Club | 3                |                 |   |        |        |
|  |                      |                  |                 |   |        |        |
|  |                      |                  |                 |   |        |        |
|  | Chamonix Hockey Club | 0                |                 |   |        |        |
|  |                      | Dragons de Rouen | 2               |   |        |        |
|  |                      |                  |                 |   |        |        |
|  | Spiel um Platz drei  |                  |                 |   |        |        |
|  |                      |                  | Ducs d’Angers   | 0 |        |        |
|  | Dragons de Rouen     | 3                | HC Amiens Somme | 1 |        |        |
|  | Ducs d’Angers        | 0                |                 |   |        |        |